# Václav Stupka
Václav Stupka (2. března 1908 Těně[zdroj?] – 1982) byl český sedlák a člen Československé strany lidové, který byl obviněn z rozvracení republiky a velezrady. Dne 7. října 1949 se vyhnul hromadnému zatýkání osob údajně zapojených do protisocialistického spiknutí a po více než 18 let se skrýval, než se přihlásil na stanici VB v Rokycanech pod vlivem pražského jara a v přesvědčení promlčení trestního stíhání.

## Obvinění
Jakožto předseda Lidové strany v Těních byl Stupka považován za Brojovce, člověka s vazbami na lidoveckého poslance Stanislava Broje, který byl jedním z nejvýraznějších odpůrců komunistů a jejich zemědělské reformy. Po únorovém převratu v roce 1948 byl Broj ve vykonstruovaných procesech odsouzen nejdříve k 5letému vězení a v roce 1950 k trestu smrti. Navíc tím, že byl Stupka sedlák s 15 ha pozemků, dostal se spolu s dalšími 28 občany Strašic a Těn na seznam osob nepřátelských lidově demokratickému zřízení, vypracovaný dne 27. 9. 1949 velitelem strašické stanice SNB.
Při rozsáhlém zátahu 7. října 1949, kdy bylo zatčeno 52 lidí (mezi nimi i Stupkova sestra Marie a její syn Josef, 26 osob bylo nakonec odsouzeno), se Stupkovi podařilo uniknout díky tomu, že při návratu z Rokycan si všiml černých automobilů a byl varován sousedkou. Do Rokycan se toho dne vydal, aby na Okresním národním výboru vysvětlil, proč své matce bez povolení daroval sele, za což mu byla o 4 dny dříve udělena pokuta 10 tis. Kčs.
Stupka se přes 18 let skrýval v nedalekých Strašicích v domě čp. 122. Po více než roce od svého zmizení, na něj byl dne 23. listopadu 1949 vydán zatykač pro ilegální opuštění republiky. Přestože o jeho přítomnosti vědělo několik osob, nikdo ho za celou dobu neudal. K nejvěrnějším patřili manželé Tvrdoňovi, kteří mu zajišťovali potraviny, informace a kontakt s jeho bratrem Otakarem, který působil jako duchovní v Nýřanech.

## Po odhalení
Václav Stupka po svém odhalení v březnu 1968, kdy se na VB prokázal neplatnou protektorátní občanskou legitimaci z roku 1940 a řidičským průkazem z roku 1947, obdržel nový občanský průkaz a později nastoupil u Vojenských staveb jako správce strašické ubytovny. Zemřel v roce 1982. Václav Stupka měl čtyři dcery, které po dobu jeho nepřítomnosti vychovávala manželka Anna.